# Алепко, Александр Валентинович
Александр Валентинович Алепко (род. 25 марта 1953, Хабаровск, РСФСР, СССР) — российский историк, востоковед, доктор исторических наук (2003), профессор (2008), эксперт Центра изучения международных отношений в Азиатско-тихоокеанском регионе при Тихоокеанском государственном университете, член Российского исторического общества.

## Биография
Родился 25 марта 1953 года в г. Хабаровске в семье служащего. Отец — Алепко Валентин Иванович (1927—2007), родом из крестьян Дальневосточного края, участник боевых действий и Ветеран Великой Отечественной войны (1941—1945 гг.), награжден орденом Отечественной войны II степени", знаком «Фронтовик 1941—1945» и 15 государственными медалями СССР и Российской Федерации (России). Мать — Мария Григорьевна Алепко (Перга) (1925—2010), родом из крестьян Дальневосточного края, Ветеран труда, награждена медалью «За доблестный труд в Великой Отечественной войне 1941—1945 гг.», а также 5 государственными медалями СССР и Российской Федерации.
В 1970 году окончил среднюю школу в г. Хабаровске и поступил в Благовещенское высшее танковое командное училище. В школе его любимыми предметами были история, литература, география, астрономия и физика. С увлечением читал научную фантастику и приключенческую литературу Приоритетными авторами для него в школьные годы были А.И. Ефремов, А.Р. Беляев, А. П. Казанцев, А. Н. Толстой, Жюль Верн, А. Дюма (отец), Луи Буссенар,Фенимор Купер, А. Конан-Дойл, и Г. Р. Хаггард. Их фантастические и приключенческие романы он буквально «проглатывал». Самостоятельно конструировал астрономические приборы и вел наблюдения объектов звездного неба. Также занимался конструированием полупроводниковых схем и радиоприемников. В период обучения в высшем военном училище наибольшие способности проявил в изучении высшей математики, физики и английского языка. В то же время в редкие минуты отдыха с увлечением читал произведения В. Гюго, О. де Бальзака, Т. Драйзера, Эрнеста Хемингуэя, Э. М. Ремарка и Дж. Лондона. Будучи курсантом 3 курса впервые «попробовал перо». Писал очерки и статьи, которые публиковались в газетах «Суворовский натиск» и «Амурская правда». Первые уроки журналистского мастерства получил в 1973 г. у В. Н. Баранца, военного корреспондента окружной газеты «Суворовский натиск». Самостоятельно изучал основы практической журналистики и литературного мастерства, Записывал мнения и высказывания авторитетных российских и зарубежных писателей и публицистов о литературном и журналистском труде.
С 1974 г. после окончания училища проходил действительную военную службу в Вооружённых силах СССР и Российской Федерации. Тем не менее мысли о получении систематического гуманитарного образования не оставлял. В 1989 г. поступил, а в 1993 г. окончил с отличием исторический факультет Хабаровского государственного педагогического института (см. Педагогический институт ТОГУ) а. В 1998 г. закончил аспирантуру при Хабаровском государственном педагогическом университете (см. Педагогический институт ТОГУ) и там же защитил диссертацию «Иностранный капитал на Дальнем Востоке России и его влияние на развитие края. 1860—1917 гг.» на соискание ученой степени кандидата исторических наук. В 2003 г. в диссертационном совете Иркутского государственного университета защитил диссертацию «Государственная экономическая политика и иностранный капитал на Дальнем Востоке России (конец XVIII в.-1917 г.)» на соискание ученой степени доктора исторических наук. Его научные наставники известные историки М. И. Светачев, Н. И. Дубинина, А. А. Чернобаев, Н. Н. Щербаков, Б. В. Базаров, В. Л. Ларин и Джон Дж. Стефан, сыграли важную роль в его профессиональном становлении как ученого.
С 2004 года, после увольнения в запас в воинском звании «полковник», преподавал историю и ряд других гуманитарных дисциплин в должности профессора в Хабаровском государственном университете экономики и права, в Тихоокеанском государственном университете и в Дальневосточном институте международных отношений (2005—2015).. В 2009—2016 гг. — заведующий кафедрой теории и истории культуры, культурологии и музеологии Хабаровского государственного института искусств и культуры. С 2016 г. профессор Хабаровского государственного института искусств и культуры и Тихоокеанского государственного университета (с 2023 г.) .
Жена — Наталья Ивановна Алепко (Тарасова), медицинский работник. Сын — Алексей, врач, специалист в области IT-технологий в медицине, награжден знаком Минздрава РФ «Отличник здравоохранения». Дочь — Наталья, преподаватель японского языка, кандидат исторических наук, востоковед.

## Научная деятельность
Автор шести монографий и 211 научных статей. В качестве научного руководителя подготовил семь кандидатов исторических наук и одного кандидата культурологии. В 2013—2024 годах выступал с докладами на международных научных конференциях в университетах Китайской Народной Республики, Филиппин и Сингапура.

## Основные публикации

### Монографии
- Алепко А. В. Зарубежный капитал и предпринимательство на Дальнем Востоке России (конец XVIII в. — 1917 г.). — Хабаровск: Хабаровский краевой краеведческий музей, 2001—368 с.[12] .
- Алепко А. В. Государственная политика и международные экономические отношения на Дальнем Востоке России (конец XVIII в. — 1917 г.). — Хабаровск: Изд-во Тихоокеанского государственного университета, 2006—393 с.[13].
- Алепко А. В. Российская разведка в Северо-Восточном Китае (1896—1914 гг.) — Хабаровск: Изд-во Тихоокеанского государственного университета, 2012. — 309 с. (соавтор А. К. Жабицкий)[14].
- Алепко А. В. Служба охраны границ России (IX—XX вв.) — Хабаровск: Изд-во Тихоокеанского государственного университета 2018—462 с.[13].

### Учебные пособия для вузов
- Алепко А. В. Основы регионоведения: учебное пособие. — Хабаровск: Хабаровский государственный институт культуры, 2019. — 335 с.[15].
- Алепко А. В. Всеобщая история: учебное пособие. Хабаровск: Хабаровский государственный институт культуры, 2023. — 422 с.[16].

## Награды
- Медали «За безупречную службу» в Вооруженных силах СССР" — I, II и III степеней (!981; 1986 и 1991)
- Юбилейная медаль «60 лет Вооружённых Сил СССР» (1978)
- Юбилейная медаль «70 лет Вооружённых Сил СССР» (1988)
- Ведомственная награда Российской Федерации знак отличия «За службу на Дальнем Востоке» (2001)
- Медаль «200 лет Министерству обороны» (2002)
- Ведомственная награда Российской Федерации знак «Отличник Погранслужбы» — II степени (2004)
- звание «Ветеран военной службы» (2004)
- медаль «За заслуги в культуре и искусстве» (2019)[17]
- Почетная грамота Совета Федерации Федерального собрания Российской Федерации (2022)[18][19] .